# 穆克德訥
穆克德訥（？—1871年），瓜爾佳氏。滿洲鑲白旗人。道光元年武舉人。歷任驍騎校、佐領、西安協領、西寧協領、乍浦副都統等職。咸豐六年，任廣州將軍。第二次鴉片戰爭時，英法聯軍攻破廣州，穆克德訥與廣東巡撫柏貴等投降，成為英法組成的聯軍委員會傀儡。穆克德訥在同治十年逝世，諡號勤毅，有一子圖克唐阿。